# Hoxne
Hoxne [ˈhɔksn̩] ist eine Gemeinde (parish) und ein Bezirk (ward) im Norden der englischen Grafschaft Suffolk im District Mid Suffolk. Der Ort Hoxne liegt etwa einen Kilometer südlich des Flusses Waveney, der die Grenze zu Norfolk bildet. Bei der Volkszählung 2001 wurden 813 Einwohner für die Gemeinde und 1.932 für den Bezirk Hoxne ermittelt.

## Geschichte

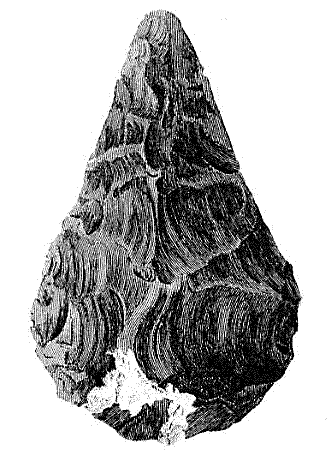
Feuersteinwerkzeug, gefunden bei Hoxne

Die Gegend um Hoxne war schon im Paläolithikum besiedelt. Funde von Steinwerkzeugen, die John Frere (1740–1807), ein Pionier der Vorgeschichtsforschung 1797 machte und von denen er in einem Brief an die Society of Antiquaries of London berichtete, zeugen davon. Als die Bedeutung der Funde ca. 100 Jahre nach dem Fund offenbar wurde, wurde die in Deutschland als Holstein-Warmzeit bekannte Warmzeit in Großbritannien als Hoxnian Interglacial bezeichnet.
Am 16. November 1992 wurde ein Schatz aus römischer Zeit gefunden, bekannt als der Depotfund von Hoxne. Er enthält über 15.000 Gold- und Silbermünzen, Goldschmuck und verschiedene Stücke silbernes Tafelgeschirr, einschließlich Pfefferstreuer und über 100 Kellen und Löffel. Die jüngste Münze des Hortes wurde 407/08 geprägt. Ein Jahr zuvor hatten die letzten römischen Truppen die Insel verlassen, um die gefährdete Rheingrenze des Römischen Reiches zu schützen. Die Orte auf der Insel mussten sich nun selbst verteidigen. Womöglich im Zuge dieses politischen Umbruchs wurde der Hort versteckt.

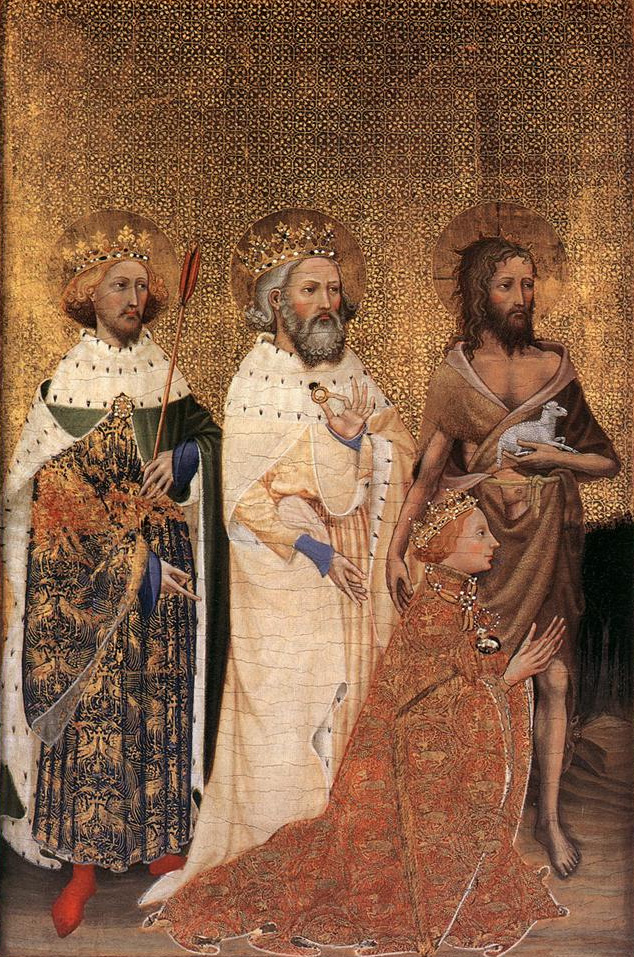
Edmund (links), sowie Eduard der Bekenner und Johannes der Täufer, Darstellung auf dem Wilton-Diptychon (ca. 1395–1399).

Nach der angelsächsischen Besiedlung wurde die Gegend von Hoxne Teil des Reiches East Anglia. In Hoxne kam es im November 869 zur gleichnamigen Schlacht, in der König Edmund von East Anglia von einem dänischen Wikingerheer besiegt und getötet wurde. Ganz East Anglia verlor danach seine politische Unabhängigkeit und wurde Teil des Danelags. In der Folgezeit entwickelte sich ein Märtyrerkult um Edmund. Münzen, die ihn als Märtyrer bezeichnen, wurden schon um 890 geprägt. Edmund selbst liegt in Bury St Edmunds begraben.

## Sehenswürdigkeiten
Im Ort befindet sich ein Pub namens Swann Inn in einem früher als Bishops Lodge bezeichneten Gebäude. Der Bischof von Norwich ließ dieses Haus um 1480 erbauen.
Südlich des Ortes wurde im Gedenken an Edmund den Märtyrer ein steinernes Kreuz, das St Edmunds Memorial, errichtet.
Am Nordrand von Hoxne steht die St. Peter und St. Paul gewidmete Kirche.

## Bildung
Südlich des Ortskerns befindet sich die Hoxne St Edmunds Primary School.

## Lokalpolitik
Dem Gemeinderat von Hoxne gehören elf Mitglieder an. Derzeitiges Parlamentsmitglied ist Sir Michael Lord (Conservative Party).